# Reformationen i Skottland

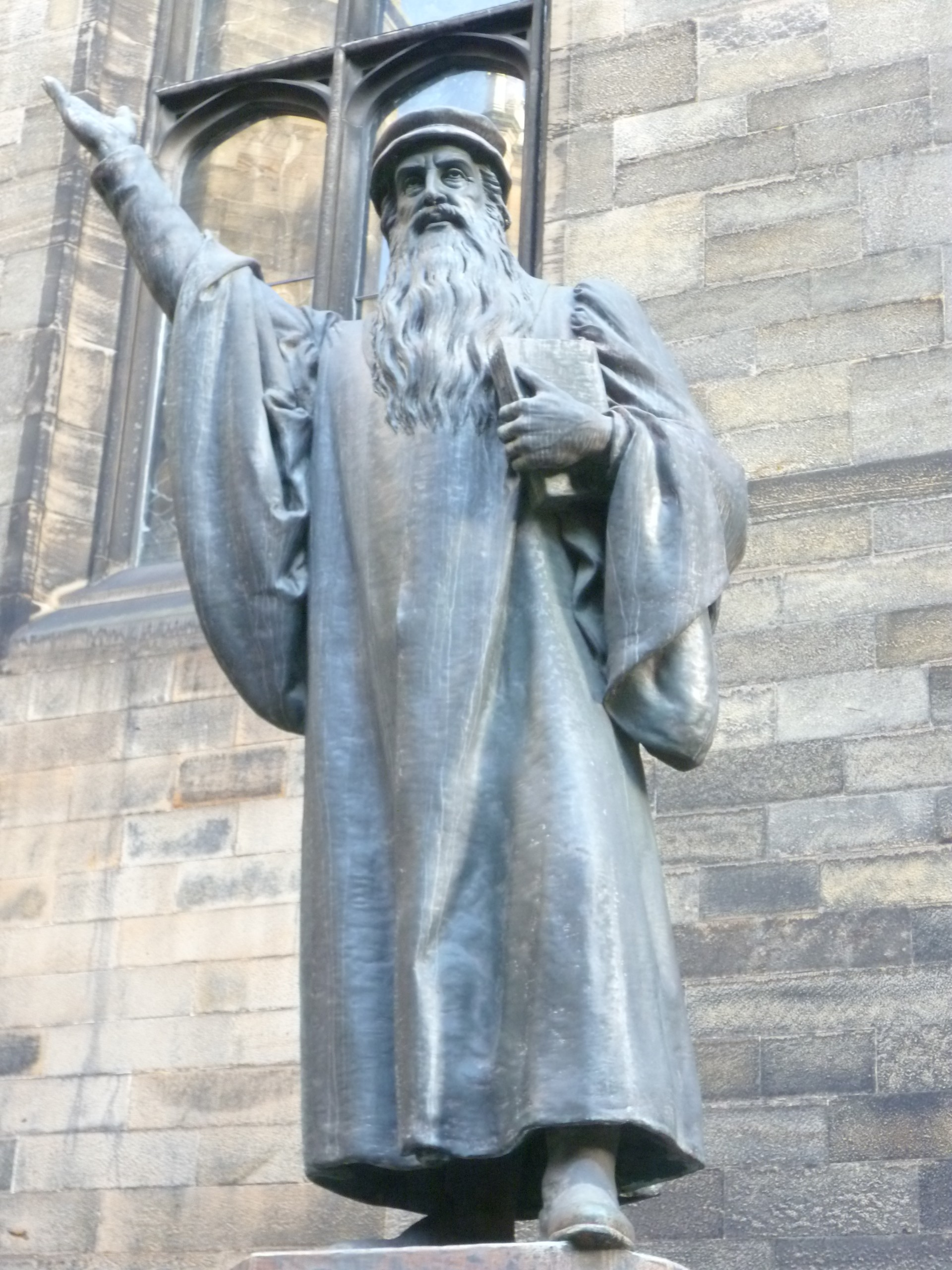
Staty föreställande John Knox.

Reformationen i Skottland var en process genom vilken Skottland bröt med katolska kyrkan och etablerade den skotska protestantiska kyrkan mellan 1560 och 1567. Det var en del av den protestantiska reformationen i Europa. 

## Historik
Under 1520-talet började protestantiska idéer spridas i Skottland. En bidragande orsak var splittring inom den katolska kyrkan i Skottland i kombination med den förödelse som kom med Skottlands stridigheter med England. År 1546 blev en av de protestantiska predikanterna, George Wishart, bränd på bål för kätteri, medan många av hans anhängare, bland dem John Knox, förvisades. 
Mellan 1549 och 1559 hölls en rad kyrkomöten av katolska kyrkan i Skottland för att adressera kritiken mot kyrkans förfall och därmed förhindra spridningen av protestantismen. Samtidigt började hemliga protestantiska församlingar uppkomma, som 1555 tog emot John Knox när han återvände till Skottland och inledde en framgångsrik predikoturné runt Skottland. De protestantiska församlingarna fick skydd av protestantiska adelsmän, som 1557 bildade Lords of the Congregation och öppet utmanade den katolska regeringen under Maria av Guise. 

### Reformationsparlamentet
I juli 1559 intogs huvudstaden av Lords of the Congregation. När Edinburghfördraget skrevs under i juli 1560 lämnade både engelska och franska trupper landet och därmed fick Lords of the Congregation i praktiken makten i Skottland. De sammankallade ett parlament i augusti 1560, som blev känt som reformationsparlamentet eftersom det antog en rad reformer som upphävde den katolska kyrkan i Skottland genom att skapa en nationell skotsk kyrka under ledning av John Knox. 
I praktiken var därmed reformationen genomförd i Skottland: även om reformerna inte formellt godkändes av parlamentet förrän 1567, infördes de i praktiken direkt. Reformationen genomfördes långsamt och gradvis genom fokus på att förändra ritualerna i de små församlingskyrkorna, medan de katolska klostren fick dö ut naturligt genom att de förbjöds acceptera några nya medlemmar. Den skotska kyrkan blev strikt presbyteriansk och kalvinistisk.